# Тумбату
Тумбату (англ. Tumbatu Island) — третий по величине остров Занзибара, островной части Танзании, находящейся на восточном берегу Африки. Остров расположен к северо-западу от основного острова Занзибара.

## География
Остров в форме клинка имеет длину 10 километров при ширине в самой широкой части (на юге) почти 3 километра. Он окружен рифами, что делает его несколько изолированным от остальной части Занзибара, несмотря на то, что его южная часть находится всего в двух километрах от города Мкокотони на острове Занзибар.
В южной и центральной частях острова располагается по одному городу.